# Superliga de Turquía 2013-14
La temporada 2013-14 (conocida como Spor Toto Süper Lig por razones de patrocinio) fue la 56.ª temporada de la Superliga de Turquía, la máxima división del fútbol profesional en Turquía.

## Ascensos y descensos
| Pos. | Descendidos en la temporada 2012/13 |
| ---- | ----------------------------------- |
| 16º  | İstanbul BB                         |
| 17º  | Orduspor                            |
| 18º  | Mersin İdmanyurdu                   |

| Pos.     | Ascendidos de la 1. lig 2012/13 |
| -------- | ------------------------------- |
| 1º       | Kayseri Erciyesspor             |
| 2º       | Çaykur Rizespor                 |
| Play-off | Konyaspor                       |

## Equipos participantes
İstanbul B.B., Orduspor y Mersin İdmanyurdu descendieron luego de terminar en los últimos tres puestos en la temporada 2012/13. İstanbul B.B. descendió luego de seis campañas en la máxima división, mientras que Orduspor y Mersin lo hicieron luego de pasar dos temporadas en la Süper Lig.
Los equipos que habían descendido fueron reemplazados para la temporada 2012/13 con el campeón de la segunda división, el Kayseri Erciyesspor, el subcampeón Çaykur Rizespor y el ganador de la repesca de promoción, el Konyaspor.

## Clubes
| Club                 | Ciudad     | Estadio                | Aforo  |
| -------------------- | ---------- | ---------------------- | ------ |
| Akhisar Belediyespor | Akhisar    | Manisa 19 Mayis        | 16,597 |
| Antalyaspor          | Antalya    | Universidad Akdeniz    | 7,083  |
| Beşiktaş             | Estambul   | Olímpico Atatürk       | 76.092 |
| Bursaspor            | Bursa      | Bursa Atatürk          | 25,661 |
| Çaykur Rizespor      | Rize       | Yeni Rize Şehir        | 15,485 |
| Elazığspor           | Elazığ     | Elazığ Atatürk         | 13,923 |
| Eskişehirspor        | Eskişehir  | Eskişehir Atatürk      | 13,520 |
| Fenerbahçe           | Estambul   | Şükrü Saracoğlu        | 50,509 |
| Galatasaray          | Estambul   | Türk Telekom Arena     | 52,652 |
| Gaziantepspor        | Gaziantep  | Gaziantep Kamil Ocak   | 16,981 |
| Gençlerbirliği       | Ankara     | Ankara 19 Mayis        | 19,209 |
| Karabükspor          | Karabük    | Dr. Necmettin Şeyhoğlu | 14,200 |
| Kasımpaşa            | Estambul   | Recep Tayyip Erdoğan   | 14,234 |
| Kayseri Erciyesspor  | Kayseri    | Estadio Kadir Has      | 32,864 |
| Kayserispor          | Kayseri    | Estadio Kadir Has      | 32,864 |
| Konyaspor            | Konya      | Konya Atatürk          | 22,559 |
| Sivasspor            | Sivas      | Sivas 4 Eylül          | 14,998 |
| Trabzonspor          | Trebisonda | Hüseyin Avni Aker      | 24,169 |

### Información de los equipos
| Equipo                   | Ciudad     | Entrenador      | Capitán          | Indumentaria | Patrocinador       |
| ------------------------ | ---------- | --------------- | ---------------- | ------------ | ------------------ |
| Akhisar Belediyespor     | Manisa     | Hamza Hamzaoğlu | Emrah Eren       | Puma         | Köfteci Ramiz      |
| Beşiktaş                 | Estambul   | Slaven Bilić    | Tomáš Sivok      | Adidas       | Toyota             |
| Bursaspor                | Bursa      | İrfan Buz       | İbrahim Öztürk   | Puma         | —                  |
| Çaykur Rizespor          | Rize       | Uğur Tütüneker  | Florin Cernat    | Lotto        | Çaykur             |
| Eskişehirspor            | Eskişehir  | Ertuğrul Sağlam | Erkan Zengin     | Nike         | ETİ                |
| Fenerbahçe               | Estambul   | Ersun Yanal     | Emre Belözoğlu   | Adidas       | Türk Telekom       |
| Galatasaray              | Estambul   | Roberto Mancini | Selçuk İnan      | Nike         | Türk Telekom       |
| Gaziantepspor            | Gaziantep  | Tahsin Tam      | Bekir Ozan Has   | Nike         | —                  |
| Gençlerbirliği           | Ankara     | Mehmet Özdilek  | Ramazan Köse     | Lotto        | ICK Yapı           |
| Karabükspor              | Karabük    | Tolunay Kafkas  | İlhan Parlak     | Lescon       | Kardemir           |
| Kasımpaşa                | Estambul   | Shota Arveladze | Yalçın Ayhan     | Adidas       | UCZ                |
| Kayseri Erciyesspor      | Kayseri    | Hikmet Karaman  | Cem Can          | Adidas       | Türkiye Petrolleri |
| Kayserispor              | Kayseri    | Ertuğrul Seçme  | Abdullah Durak   | Adidas       | —                  |
| Medical Park Antalyaspor | Antalya    | Fuat Çapa       | Uğur İnceman     | Puma         | Çaykur             |
| Sanica Boru Elazığspor   | Elazığ     | Okan Buruk      | Çağlar Birinci   | Umbro        | Kolin              |
| Sivasspor                | Sivas      | Roberto Carlos  | Kadir Bekmezci   | Adidas       | Marka              |
| Torku Konyaspor          | Konya      | Mesut Bakkal    | Erdal Kılıçaslan | Hummel       | Torku              |
| Trabzonspor              | Trebisonda | Hami Mandıralı  | Onur Kıvrak      | Nike         | Türk Telekom       |

## Tabla de posiciones
| --- | Pos. | Equipos                 | PJ | PG | PE | PP | GF | GC | Dif. | Pts. |
| --- | ---- | ----------------------- | -- | -- | -- | -- | -- | -- | ---- | ---- |
| --- | 1.   | Fenerbahçe              | 34 | 23 | 5  | 6  | 74 | 33 | +41  | 74   |
|     | 2.   | Galatasaray             | 34 | 18 | 11 | 5  | 59 | 32 | +27  | 65   |
|     | 3.   | Beşiktaş                | 34 | 17 | 11 | 6  | 53 | 33 | +20  | 62   |
|     | 4.   | Trabzonspor             | 34 | 14 | 11 | 9  | 53 | 41 | +12  | 53   |
|     | 5.   | Sivasspor               | 34 | 16 | 5  | 13 | 60 | 55 | +5   | 53   |
|     | 6.   | Kasımpaşa               | 34 | 13 | 12 | 9  | 56 | 39 | +17  | 51   |
|     | 7.   | Kardemir Karabükspor    | 34 | 13 | 11 | 10 | 33 | 34 | -1   | 50   |
|     | 8.   | Bursaspor               | 33 | 12 | 10 | 12 | 40 | 46 | -6   | 46   |
|     | 9.   | Gençlerbirliği          | 34 | 13 | 6  | 15 | 39 | 43 | -4   | 45   |
|     | 10.  | Akhisar Belediyespor    | 34 | 12 | 8  | 14 | 44 | 55 | -11  | 44   |
|     | 11.  | Konyaspor (A)           | 34 | 11 | 9  | 14 | 48 | 45 | +3   | 42   |
|     | 12.  | Eskişehirspor           | 34 | 10 | 12 | 12 | 33 | 35 | -2   | 42   |
|     | 13.  | Çaykur Rizespor (A)     | 34 | 10 | 12 | 12 | 43 | 43 | 0    | 42   |
|     | 14.  | Kayseri Erciyesspor (A) | 34 | 10 | 7  | 17 | 34 | 50 | -16  | 37   |
|     | 15.  | Gaziantepspor           | 34 | 10 | 7  | 17 | 38 | 58 | -20  | 37   |
|     | 16.  | Elazığspor              | 34 | 10 | 4  | 20 | 38 | 62 | -24  | 34   |
|     | 17.  | Antalyaspor             | 34 | 6  | 13 | 15 | 34 | 47 | -13  | 31   |
|     | 18.  | Kayserispor             | 34 | 7  | 8  | 19 | 30 | 58 | -28  | 29   |

*Nota: El Fenerbahçe está excluido de la próxima competición europea, por lo que su puesto en la fase de grupos de la Liga de Campeones pasa al segundo clasificado.
- (A) Club ascendido la temporada anterior.

|  | Campeón                                                  |
|  | Clasificado para la Liga de Campeones de la UEFA 2014-15 |
|  | Clasificado para la Liga Europea de la UEFA 2014-15      |
|  | Descendido a la TFF Primera División 2014-15             |

|                                    |
| Campeón Fenerbahçe SK 19.no título |

## Máximos goleadores
| Pos. | Jugador           | Club                 | Goles |
| ---- | ----------------- | -------------------- | ----- |
| 1    | Aatif Chahechouhe | Sivasspor            | 17    |
| 2    | Burak Yılmaz      | Galatasaray          | 16    |
| 3    | Ezequiel Scarione | Kasımpaşa            | 15    |
| 3    | Moussa Sow        | Fenerbahçe           | 15    |
| 5    | Bogdan Stancu     | Gençlerbirliği       | 13    |
| 5    | Cenk Tosun        | Gaziantepspor        | 13    |
| 5    | Hugo Almeida      | Beşiktaş             | 13    |
| 5    | Paulo Henrique    | Trabzonspor          | 13    |
| 5    | Theofanis Gekas   | Konyaspor            | 13    |
| 10   | Baye Oumar Niasse | Akhisar Belediyespor | 12    |
| 10   | Burhan Eşer       | Sivasspor            | 12    |
| 10   | Deniz Yılmaz      | Elazığspor           | 12    |
| 10   | Emmanuel Emenike  | Fenerbahçe           | 12    |
| 10   | Wesley Sneijder   | Galatasaray          | 12    |

## TFF Primera División
La TFF Primera División es la segunda categoría del fútbol en Turquía. En la edición 2013-14, los clubes İstanbul BB y Balıkesirspor consiguieron el ascenso automáticamente, mientras los equipos clasificados entre el tercer y sexto puesto disputan los play-offs para definir un tercer ascenso a la máxima categoría.
El Mersin İdmanyurdu se impuso en los play-offs obteniendo el tercer ascenso a la Superliga.
| --- | Pos. | Equipos             | PJ | PG | PE | PP | GF | GC | DIF | PTS |
| --- | ---- | ------------------- | -- | -- | -- | -- | -- | -- | --- | --- |
|     | 1.   | İstanbul BB         | 36 | 24 | 6  | 6  | 76 | 38 | +38 | 78  |
|     | 2.   | Balıkesirspor       | 36 | 22 | 7  | 7  | 56 | 33 | +23 | 73  |
|     | 3.   | Orduspor            | 36 | 21 | 8  | 7  | 57 | 30 | +27 | 71  |
|     | 4.   | Ankaraspor          | 36 | 18 | 12 | 6  | 61 | 35 | +26 | 66  |
|     | 5.   | Samsunspor          | 36 | 17 | 14 | 5  | 61 | 36 | +25 | 65  |
|     | 6.   | Mersin İdmanyurdu   | 36 | 16 | 12 | 8  | 56 | 44 | +12 | 60  |
|     | 7.   | Manisaspor          | 36 | 16 | 6  | 14 | 55 | 47 | +8  | 54  |
|     | 8.   | Karşıyaka           | 36 | 13 | 10 | 13 | 51 | 49 | +2  | 49  |
|     | 9.   | Bucaspor            | 36 | 14 | 4  | 18 | 47 | 59 | −12 | 46  |
|     | 10.  | Denizlispor         | 36 | 14 | 4  | 18 | 42 | 56 | −14 | 46  |
|     | 11.  | Şanlıurfaspor       | 36 | 12 | 9  | 15 | 46 | 49 | −3  | 45  |
|     | 12.  | Adanaspor           | 36 | 11 | 10 | 15 | 52 | 55 | −3  | 43  |
|     | 13.  | Adana Demirspor     | 36 | 11 | 10 | 15 | 58 | 63 | −5  | 43  |
|     | 14.  | Gaziantep B.B.      | 36 | 10 | 11 | 15 | 30 | 47 | −17 | 41  |
|     | 15.  | Boluspor            | 36 | 10 | 10 | 16 | 34 | 47 | −13 | 40  |
|     | 16.  | Fethiyespor         | 36 | 10 | 8  | 18 | 47 | 59 | −12 | 38  |
|     | 17.  | 1461 Trabzon        | 36 | 7  | 14 | 15 | 49 | 58 | −9  | 35  |
|     | 18.  | Tavşanlı Linyitspor | 36 | 9  | 7  | 20 | 39 | 67 | −28 | 34  |
|     | 19.  | Kahramanmaraşspor   | 36 | 2  | 8  | 26 | 31 | 76 | −45 | 14  |